# Leonie Wöbking
Leonie Wöbking (* 20. Februar 1994) ist eine deutsche Handballspielerin im halbrechten Rückraum. Sie ist deutsche Nationalspielerin im Beachhandball. Hier spielt die Linkshänderin in der im Angriffszentrum, Rechtsaußen oder in der Verteidigung.
Leonie Wöbking studierte Französisch und Sport an der Universität Osnabrück. Sie arbeitet zunächst als Lehrerin am Besselgymnasium Minden, seit 2021 am Ratsgymnasium.

## Hallenhandball
Wöbking begann ihre Karriere beim ehemaligen Zweitligisten HSV Minden-Nord in der 3. Liga. 2017 wechselte sie zum Drittligisten (Staffel West) SFN Vechta. 2018/19 spielte Wöbking während eines Auslands-Aufenthals im Studium in Frankreich beim Erstligisten Nantes Atlantique Handball, wurde aber in der zweiten Mannschaft in der dritten Liga eingesetzt. Nach der Rückkehr nach Deutschland erfolgte 2019 der Wechsel zum frisch aus der Verbandsliga aufgestiegenen Oberligisten (4. Liga) LiT Tribe Germania, mit dem sie sogleich in die dritte Liga aufstieg.

## Beachhandball
Wöbking nahm 2017 am Jarun-See bei Zagreb erstmals an Beachhandball-Europameisterschaften teil. Die Mannschaft verlor alle vier Vorrundenspiele und zog als Tabellenletzte in die Trostrunde ein. Dort gelangen in einer Doppelspielrunde zwei Siege gegen die Schweiz, gegen Schweden gab es einen Sieg und eine Niederlage. Da der Sieg nur im Shootout gelang, konnte sich Schweden am Ende vor Deutschland mit der weitaus besseren Trefferquote platzieren; Deutschland wurde 14. von 15 Mannschaften. Wöbking kam in sieben der acht Spiele zum Einsatz und erzielte 20 Punkte. Im vorletzten Vorrundenspiel gegen Dänemark erhielt sie einen Platzverweis und musste das folgende Spiel gegen Russland pausieren. Im vorletzten Spiel, dem zweiten gegen die Schweiz, erzielte sie gemeinsam mit Anna Blödorn jeweils sechs Punkte und damit die zweitmeisten nach Kirsten Walter.

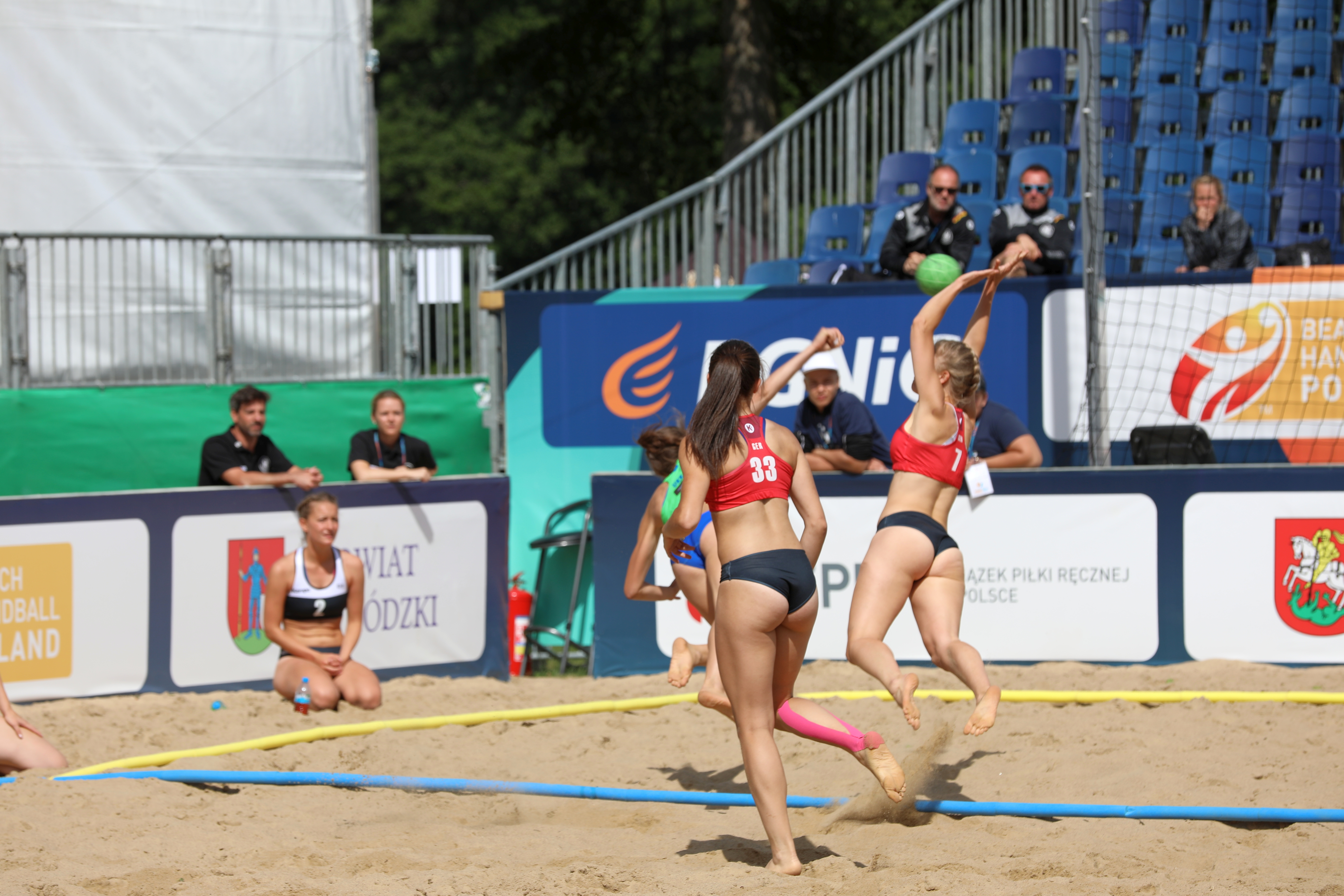
Wöbking (#7) versucht die Ukrainerin Iryna Morozenko im Vorrundenspiel der EM 2019 am Wurf zu hindern, Lucie-Marie Kretzschmar (#33) kann nur noch zusehen

Erst 2019 nahm Wöbking in Stare Jabłonki, Polen an ihren zweiten Europameisterschaften teil. Nach einer Vorrunde mit zwei Siegen und zwei Niederlagen sowie fünf gewonnenen und fünf verlorenen Sätzen qualifizierte sich das deutsche Team als Gruppendritte für die Hauptrunde. Dort schlug man zunächst die amtierenden Weltmeisterinnen aus Griechenland, verlor dann aber gegen Spanien und schlug im dritten und letzten Spiel die Italienerinnen. Das deutsche Team ging als Vorletztes Team ihrer Hauptrundengruppe in die KO-Phase, wo es zunächst die Mannschaft der Schweiz deutlich mit 2:0 besiegte. Es folgte ein hart umkämpfter und erst im Shootout besiegelter Sieg gegen die Gastgeberinnen aus Polen. Im letzten Spiel nach einer kräftezehrenden Meisterschaft unterlag das junge Team der Vertretung aus Russland und belegte Platz zehn. Wöbking kam in sieben der zehn Spiele zum Einsatz und erzielte neun Punkte.
National spielt Wöbking für das Spitzenteam Strandgeflüster Minden. 2016 unterlag sie mit der Mannschaft im Finale um die Deutsche Meisterschaft Brüder Ismaning, 2017 erreichten sie das Halbfinale. 2018 und 2019 gegen Beach Unicorns Hannover konnte der Titel gewonnen werden. Als Meisterinnen qualifizierten sich die Mindenerinnen jeweils für den EHF Beach Handball Champions Cup. 2018 wurde Wöbking mit Minden Siebte, 2019 in Catania stand sie nicht im Aufgebot, als Minden den sechsten Platz belegte.